# San Ġwann
San Ġwann, korábbi máltai nevén Msieraħ Málta hetedik legnépesebb helyi tanácsa Vallettától nyugatra. Lakossága 12 630 fő. Nevezték Tal-Għargħarnak is, a területen gyakori boróka máltai nevén. Hivatalos iratokban időnként előfordult az angol St. John vagy az olasz San Giovanni néven is.

## Története
A település határában (Sant Andrija) keréknyomok (cart ruts) találhatók, ami az emberek korai letelepedésére utal a területen. A Wied Għomor völgyben néhány megalitikus kőoszlop is található. Róma uralmára néhány sír maradványa emlékeztet, valamint egy őrtorony romjai Ta' Ċiedánál. A tornyot az arabok temetkezésre használták. A középkorban két falu állt itt, Raħal Tigan (a Wied Għollieq közelében) és Raħal Ġer (Tal-Għargħar és Naxxar között). A 14. században egy kápolna is épült, ám az a 16. századra romba dőlt. Ezután több új kápolnát építettek, köztük a San Ġwann tal-Għargħart, amelyről a település mai nevét kapta. Magas fekvése miatt a francia megszállók elleni felkelés idején az egyik máltai parancsnok, Vincenzo Borġ és 568 helyi, birkirkarai és mostai felkelő hadiszállása volt. A nyugalmas 19. és 20. században a település növekedett. A második világháború után a britek nyolc földalatti malmot építtettek az országban, egyet San Ġwannban. A kapucinusok érkezésük után új templom építésébe fogtak. A település Birkirkara külterülete volt, míg 1965-ben önálló egyházközség nem lett. 1994 óta Málta egyik helyi tanácsa.

## Önkormányzata
San Ġwannt kilenctagú helyi tanács irányítja. A jelenlegi, hetedik tanács 2013 márciusában lépett hivatalba, 5 nemzeti párti és 4 munkáspárti képviselőből áll.
Polgármesterei:
- Antoine Cesareo (1994–1996)
- Tony C. Cutajar (1996–1997)
- Helen Fenech (1997–2003)
- Kurt Guillaumier (2003–2006)
- Joseph Borġ (2006–2008)
- Renè Savona Ventura (2008–2009)
- Joseph Agius (Nemzeti Párt, 2009–)

## Nevezetességei
- San Ġwann tal-Għargħar kápolna
- Bronzkori keréknyomok
- Torri ta' Lanzun: a Szent János Ispotályos Lovagrend által építtetett erődített farmépület (kb. 1713), ma a Szent Lázár Lovagrend székhelye

## Kultúra
A tanácsnak saját zenekara van James Scerri Worley vezényletével. Band clubja: Soċjetà Filarmonika Madonna ta' Lourdes (Banda San Ġwann). Tűzijáték-gyártója: Għaqda Dilettanti tan-Nar
Egyházi szervezetei:
- Caritas
- Karizmatikus Megújulás
- Kor Madonna ta' Lourdes
- Mária Légió
- Neokatekumenális út
- San Ġwann Scout Group
- M.U.S.E.U.M.

### Mertu San Ġwann
A tanács 2001-ben díjat alapított, amelyet minden évben azoknak adományoz, akik növelték a település jó hírét. A díjazottak között van Leopoldo Tabone, a település első plébánosa, a labdarúgócsapat, Carmelo Zammit zeneszerző, sportolók és politikusok is.

## Sport
Sportegyesületei:
- Boccia: San Ġwann Boċċi Club
- Kosárlabda: Kerygma Basketball Club
- Labdarúgás: San Ġwann Football Club és San Ġwann Youth Football Nursery

## Közlekedés
Autóval a part és Birkirkara felől gyorsan megközelíthető. Autóbuszjáratai: 41, 42, 141, 142.